# Magnum Innominandum
Magnum Innominandum, även kallad "den namnlösa dimman" (Nameless Mist), är en fiktiv entitet i Cthulhu-mytologin.
Magnum Innominandum är latin och betyder "stor som inte bör namnges". Entiteten förknippas ofta med Hastur. Enligt H. P. Lovecraft är varelsen Azathoths avkomma och stamfader åt Yog-Sothoth. En teori säger att varelsen inte är Hasturs förfader utan förälder via Yog-Sothoth.
Varelsens titel, "den namnlösa", grundas på att varelsen inte bör åkallas eller nämnas i besvärjelser och magiska formler.